# 4-乙基叔丁苯
4-乙基叔丁苯是一种有机化合物，化学式为C12H18，它可由4-叔丁基苯乙烯在钯（或纳米镍）催化下加氢得到。在乙酸亚铜的催化下，它和三甲基氰硅烷、N-氟代二(苯磺酰)胺反应，苄位氢氰化，得到(αS)-α-甲基-4-叔丁基苯乙腈。它和氟硼酸硝酰在乙腈中反应，可以得到3-硝基-4-乙基叔丁苯。